# تورینگن
تورینگن (به آلمانی: Thüringen) یکی از شانزده ایالت آلمان است. پایتخت این ایالت شهر ارفورت است.
این ایالت به ۱۷ بخش به صورت زیر تقسیم می‌شود:
- آلتن بورگر لند
- آیشفلد
- گوتا
- گرایز
- هیلدبورگ هاوزن
- لیم کرایز
- کیف‌هاوزرکرایز
- نوردهاوزن
- سالی‌هولزلند
- سالی اورلا
- سالفلد رودول اشتات
- اشمال‌کالدن ماینینگن
- زومیردا
- زونبرگ
- وارت‌بورگ‌کرایس
- وایمارا لند

## شهرهای مهم

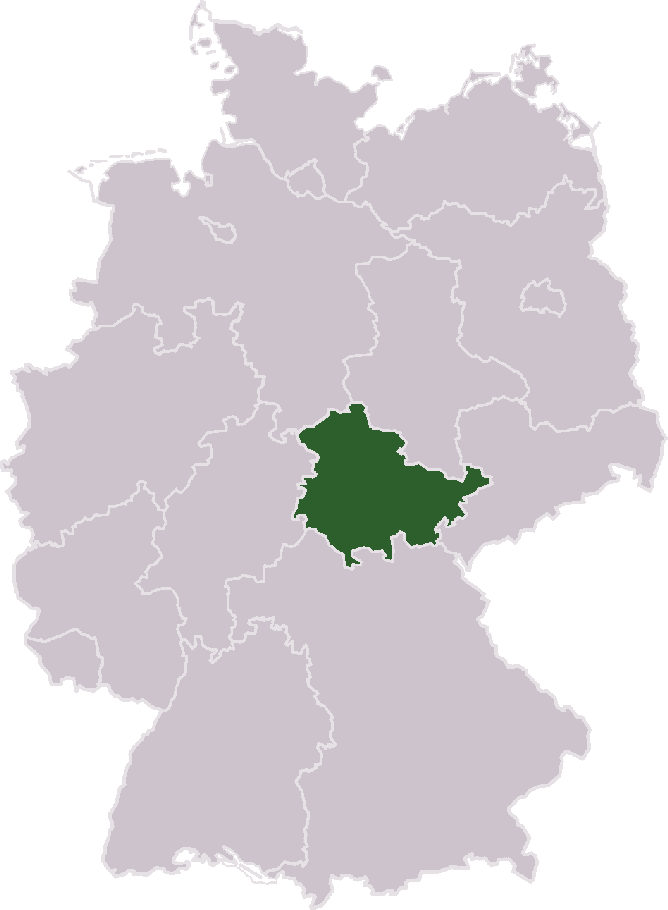
ایالت تورینگن در کشور آلمان

- ارفورت
- وایمار
- آیزناخ
- گرا
- ینا
- زول
- ایلمناو